# تيري الكسندر (سياسي)
تيري الكسندر (بالإنجليزية: Terry Alexander)‏ هو سياسي أمريكي، ولد في 23 يناير 1955 في الولايات المتحدة. حزبياً، نشط في الحزب الديمقراطي. وقد انتخب عضو مجلس نواب كارولاينا الجنوبية.